# Челсі (Массачусетс)
Челсі (англ. Chelsea) — місто (англ. city) в США, в окрузі Саффолк штату Массачусетс. Населення — 40 787 осіб (2020).

## Географія
Челсі розташоване за координатами 42°23′49″ пн. ш. 71°1′53″ зх. д. / 42.39694° пн. ш. 71.03139° зх. д. (42.396824, -71.031348). За даними Бюро перепису населення США в 2010 році місто мало площу 6,37 км², з яких 5,73 км² — суходіл та 0,64 км² — водойми.

## Демографія
Згідно з переписом 2010 року, у місті мешкало 35 177 осіб у 11 831 домогосподарстві у складі 7375 родин. Густота населення становила 5524 особи/км². Було 12621 помешкання (1982/км²).
Расовий склад населення:
| - 47,8 % — білих - 8,5 % — чорних або афроамериканців - 3,1 % — азіатів - 1,1 % — корінних американців - 33,6 % — осіб інших рас |

До двох чи більше рас належало 5,9 %. Частка іспаномовних становила 62,1 % від усіх жителів.
За віковим діапазоном населення розподілялося таким чином: 25,3 % — особи молодші 18 років, 66,0 % — особи у віці 18—64 років, 8,7 % — особи у віці 65 років та старші. Медіана віку мешканця становила 31,8 року. На 100 осіб жіночої статі у місті припадало 103,6 чоловіків; на 100 жінок у віці від 18 років та старших — 103,9 чоловіків також старших 18 років.
Середній дохід на одне домашнє господарство становив 61 179 доларів США (медіана — 47 733), а середній дохід на одну сім'ю — 62 686 доларів (медіана — 50 655). Медіана доходів становила 35 758 доларів для чоловіків та 35 903 долари для жінок. За межею бідності перебувало 20,9 % осіб, у тому числі 28,5 % дітей у віці до 18 років та 25,3 % осіб у віці 65 років та старших.
Цивільне працевлаштоване населення становило 18 640 осіб. Основні галузі зайнятості: освіта, охорона здоров'я та соціальна допомога — 16,6 %, мистецтво, розваги та відпочинок — 15,4 %, роздрібна торгівля — 13,1 %, науковці, спеціалісти, менеджери — 13,1 %.

## Уродженці
- Мері Паттен (1837—1861) — американська морячка, перша жінка — капітанка торговельного судна в США.